# Chthonic
Chthonic (閃靈樂團; às vezes estilizado ChthoniC) é uma banda de black metal melódico de Taiwan que incorpora influencias de música tradicional Taiwanesa, incluindo instrumentos como o erhu (que é chamado de hena em Taiwanês nativo).

## Membros

### Formação atual
- Freddy, Left Face of Maradou – vocal (1995–presente)
- Doris, Thunder Tears – baixo, vocal de apoio (1999–presente)
- Jesse, The Infernal – guitarra (2000–presente)
- Dani, Azathothian Hands – bateria (2005–presente)
- CJ, Dispersed Fingers – piano, sintetizador (2005–presente)

### Ex-membros
- Alexia – teclado (2004–2006)
- A-Jay – bateria (1999–2005)
- Luis – teclado, vocal (2003–2004)
- Sheryl – teclado (2002–2004)
- Vivien – teclado (2001–2002)
- Ambrosia – teclado (1996–2001)
- Null – guitarrra (1999–2000)
- Wang – bateria (1998–1999)
- Zac – guitarra (1998–1999)
- Yu – baixo (1997–1999)
- Ellis – guitarra (1996–1998)
- Terry – bateria (1996–1998)
- Man 6 – baixo (1996–1997)
- Su-Nung, The Bloody String – violino (2006)

### Artistas convidados
- Reno Killerich – bateria; no álbum Seediq Bale (2005)
- Sandee Chan – vocal; no álbum Seediq Bale (2005)

## Discografia

### Álbuns de estúdio
- Where the Ancestors' Souls Gathered (1999)

祖靈之流
- 9th Empyrean (2000)

靈魄之界
- Relentless Recurrence (2002)

永劫輪迴
- Seediq Bale (2005)

賽德克巴萊
- Mirror Of Retribution (2009)
- Takasago Army (2011)
- Bú-Tik (2013)

### Singles
- Deep Rising (1998)
- Nightmare (1999)

### EP
- Satan's Horns (2003)

### Coletâneas
- Anthology: A Decade on the Throne (2006)
- Pandemonium (2007)

### Álbuns ao vivo
- A Decade on the Throne (2006) – Live DVD + 2CD

## Videografia

### DVD
- A Decade on the Throne (2006) – Live DVD + 2CD
- por anunciar- (foi gravado um DVD ao vivo no Templo de Sing-ling)

### Outros
- Spred the Qi (2003) – Double VCD